# Ulica Piotra Ściegiennego w Katowicach
Ulica księdza Piotra Ściegiennego w Katowicach – ulica w Katowicach, przebijająca przez obszar dwóch jednostkach pomocniczych: Dębu i Wełnowca-Józefowca. Ulica ta rozpoczyna swój bieg od skrzyżowania z ul. Krzyżową i ul. Szczecińską w rejonie Józefowca. Następnie biegnie południkowo krzyżując się między innymi z ulicą Słoneczną, ulicą Błękitną i ulicą Johna Baildona. Kończy swój bieg przy skrzyżowaniu z ulicą Chorzowską (DTŚ, DK79, DW902). Droga pełni funkcję łączącą osiedle Dębowe Tarasy i centrum handlowe Silesia City Center z ulicą Chorzowską (DTŚ).

## Historia
Droga została wytyczona w 1937 roku; nadano jej nazwę ul. św. Ducha. W latach niemieckiej okupacji Polski (1939–1945) nosiła nazwę Hohe Aehren; w latach 1945–1951 ul. św. Ducha; od 1951 roku ul. Piotra Ściegiennego (w czasach PRL nie używano przed imieniem słowa „księdza” lub „ks.”).
Pod koniec dwudziestolecia międzywojennego pod numerem 30 istniał zakład budowlano-remontowy oraz Katowicka Fabryka Pasów. Ulica jest wspomniana w powieści Aleksandra Baumgardtena Spotkanie z jutrem, opowiadającej o przybyłych w 1945 roku do Katowic lwowiakach-wysiedleńcach:

Minęli parę niebrzydkich will, obrastających pokrzywioną ulicę Św. Ducha, przekroczyli jakieś oślizgłe pagórki, zanim wreszcie spomiędzy hałd Dębu wyplątali się na bruk Chorzowskiej. Minął ich ogromny biały pakunek 6-ki, tramwaju łączącego Chorzów z Katowicami, ale nie wsiedli.

Drobne repatrianckie społeczeństwo przystosowało swe dni i noce do licznych uskoków uliczki Św. Ducha, zapadało między dziwaczne wyniosłości, zamykające nagle płaski horyzont. Ich osypujące się zbocza dymiły bezustannie.

## Opis
Ulica ks. Piotra Ściegiennego jest drogą publiczną klasy KDZ 1/2, włączona została do ruchu trasy DTŚ na zasadach prawoskrętu. Planowane jest wybudowanie publicznej drogi głównej KDG 1/4, umożliwiającej powiązanie ulic Dębowej i ks. P. Ściegiennego z węzłem DTŚ "Nowe Centrum", a także docelowo połączenie ulicy Złotej i ulicy Misjonarzy Oblatów MN. Odprowadzenie wód opadowych z terenów przyległych do ulicy odbywa się systemem rurociągów do kolektora wód opadowych Ø 1200 mm w ulicy P. Ściegiennego poprzez separator oleju i błota do potoku Rawa.
W 2006 roku ulicę przebudowano na odcinku od skrzyżowania z DTŚ do skrzyżowania z ulicą Słoneczną. Wartość inwestycji wyniosła 2 875 000 zł. Przebudowano nawierzchnię drogową (droga asfaltobetonowa, chodniki z kostki szarej, wjazdy z kostki czerwonej, krawężnik, obrzeża, ciek betonowy), oświetlenie oraz kanalizację deszczową.
Przez część ulicy prowadzi Szlak Spacerowy do Parku Śląskiego w Chorzowie. Ulicą kursują linie autobusowe ZTM.

## Obiekty i instytucje

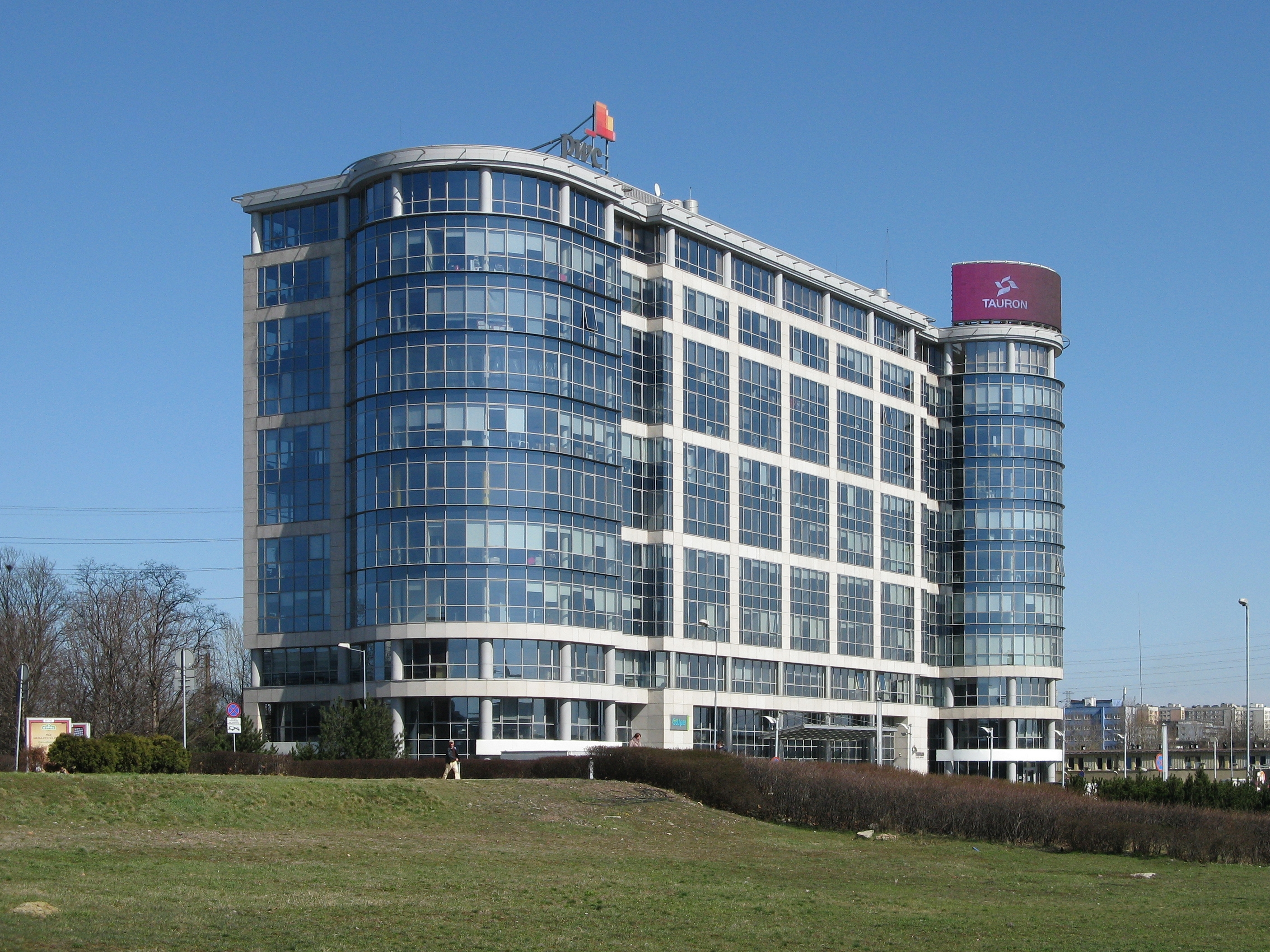
Katowice Business Point
(ul. Piotra Ściegiennego 3)

Przy ulicy ks. Piotra Ściegiennego istnieją obiekty objęte ochroną konserwatorską: zabytkowy krzyż na rogu ulic ks. P. Ściegiennego i Szczecińskiej oraz zabytkowe budynki mieszkalne z lat trzydziestych XX wieku (ul. P. Ściegiennego 7a, 9). Pod koniec lat czterdziestych XX wieku w rejonie ulic Morelowej i P. Ściegiennego wzniesiono osiedle tzw. fińskich domków dla pracowników kopalni kopalni Gottwald. W latach pięćdziesiątych XX wieku wybudowano bloki mieszkalne dla hutników z wełnowieckiej huty Silesia.
Na rogu ulic ks. P. Ściegiennego i Chorzowskiej znajduje się Katowice Business Point – budynek biurowo-konferencyjny z dodatkową funkcją handlowo-usługową; wzniesiony w latach 2008–2010. Posiada 11 kondygnacji nadziemnych i 3 podziemne, powierzchnię użytkową 17 200 m² i 200 miejsc parkingowych. Obiekt wspólnie zaprojektowały biura architektoniczne Jaspers Eyers & Partners (z Belgii) oraz Konior & Partners (z Polski).
Przy ulicy ks. Piotra Ściegiennego według stanu z 2021 roku swoją siedzibę mają m.in.: firmy i przedsiębiorstwa handlowo-usługowe i hurtownie, Miejskie Przedszkole nr 27 oraz stacja paliw.